# Orly (gemeente)
Orly is een gemeente in Frankrijk, waar het een zuidelijke voorstad vormt voor Parijs. Het ligt op 12,7 km van het centrum van Parijs. De gemeente ligt in het departement Val-de-Marne en de regio Île-de-France. Orly is ingedeeld in het arrondissement Créteil en maakt geen deel uit van een intercommunale.

## Geografie
De oppervlakte van de gemeente bedraagt 6,69 km², de bevolkingsdichtheid is 3.180,9 inwoners per km².
Ongeveer een kwart van de oppervlakte van de gemeente wordt gebruikt door de Luchthaven Orly.
De onderstaande kaart toont de ligging van Orly (gemeente) met de belangrijkste infrastructuur en aangrenzende gemeenten.

## Demografie
Onderstaande figuur toont het verloop van het inwonertal (bron: INSEE-tellingen).

## Vervoer
Orly heeft twee metrostations aan lijn C van de RER. De stations zijn: Les Saules en Orly-Ville.